# Университет им. 17 ноября
Университет им. 17 ноября (чеш. Universita 17. listopadu (USL)) — вуз в Чехословакии для подготовки студентов из стран Африки, Азии и Латинской Америки, бывших колоний европейских государств. Был создан 15 сентября 1961 года и в сентябре того же года начала свою работу в одном ряду с Университетом дружбы народов им. Патриса Лумумбы и Гердеровым институтом при Университете им. Карла Маркса в Лейпциге. Университет стал третьим в странах Социалистического блока учебным заведением для подготовки зарубежной молодежи из Стран третьего мира в прокоммунистическом духе. Ряд источников характеризует вуз как «центр по подготовке террористов».
Позднее в рамках университета была начата подготовка чешских переводчиков, которые должны были на зарубежных студентов «должным образом влиять».
В начале своей истории университет состоял из одного факультета, но позднее был открыт второй, а кроме того на территории Чехословакии было открыто несколько учебных центров (Добрушка, Голешов, Подебрады, Марианске-Лазне).
Университет был закрыт в 1974 году, его общежитие, столовая, ряд учебных центров начали использоваться Карловым университетом, один учебный центр отошел к Высшей школе экономики. Официальной причиной назывались высокие расходы на содержание и сомнительный эффект от работы, но никакими данными это не подтверждается. Наоборот, по фактическим данным университет действовал очень эффективно, а закрытие было вызвано подавлением Пражской весны в 1968 году посредством ввода войск стран Варшавского договора.
Позднее опыт преподавания чешского как иностранного в Университете 17 ноября лег в основу методик Института языковой и профессиональной подготовки Карлова университета, основанного в том же 1974 году преимущественно на основе корпусов Университета им. 17 ноября.